# Shadiwal
Shadiwal é uma cidade do Paquistão localizada no distrito de Gujrat, província de Punjab.